# Академічне веслування на літніх Олімпійських іграх 2016 — одиночки (чоловіки)
Змагання з академічного веслування серед одиночок (чоловіки) на літніх Олімпійських іграх 2016 пройшли з 6 по 13 серпня в Лагуні Родрігу-ді-Фрейташ. Участь брали 32 спортсмени.

## Призери
| Золото             | Срібло             | Бронза              |
| Мае Дрісдейл (NZL) | Дамір Мартін (CRO) | Ондржей Синек (CZE) |

## Рекорди
Станом на 6 серпня 2016 світовий і олімпійський рекорди були такими:
| Світовий рекорд     | Мае Дрісдейл (NZL) | 06:33,350 | Познань, Польща         | 21 серпня 2009 |
| Олімпійський рекорд | Тім Маєнс (BEL)    | 6:42,52   | Лондон, Велика Британія | 28 липня 2012  |

## Розклад
Час місцевий (UTC−3).
| Дата      | Час               | Раунд                   |
| --------- | ----------------- | ----------------------- |
| 6 серпня  | 08:30–09:20       | Попередній етап         |
| 7 серпня  | 08:30–08:50       | Відбірковий етап        |
| 8 серпня  | 08:30–08:40       | Півфінали E/F           |
| 9 серпня  | 08:30–09:00       | Чвертьфінали            |
| 10 серпня | 11:20–11:30       | Півфінали C/D           |
| 11 серпня | 09:10–09:20       | Півфінали A/B           |
| 12 серпня | 08:30 08:50       | Фінал F Фінал E         |
| 13 серпня | 08:50 09:10 09:30 | Фінал D Фінал C Фінал B |
| 13 серпня | 10:00             | Фінал A                 |

## Змагання

### Попередній етап
Перші три спортсмени з кожного заїзду безпосередньо проходять до чвертьфіналу змагань. Всі інші спортсмени потрапляють у втішні заїзди, де будуть розіграні ще шість місць у чвертьфіналах.

#### Заїзд 1
| Місце | Спортсмен                  | Час     |
| ----- | -------------------------- | ------- |
| 1     | Анхель Фурньє (CUB)        | 7:06.89 |
| 2     | Хуан Карлос Кабрера (MEX)  | 7:08.27 |
| 3     | Датту Бабан Бгоканал (IND) | 7:21.67 |
| 4     | Джаруват Саєнсук (THA)     | 7:25.06 |
| 5     | Армандас Кельмеліс (LTU)   | 7:34.59 |
| 6     | Луїджі Тейлемб (VAN)       | 8:00.42 |

#### Заїзд 2
| Місце | Спортсмен                       | Час     |
| ----- | ------------------------------- | ------- |
| 1     | Мае Дрісдейл (NZL)              | 7:04.45 |
| 2     | Бендегуз Петерварі-Молнар (HUN) | 7:12.86 |
| 3     | Хонатан Есківель (URU)          | 7:16.08 |
| 4     | Рензо Леон Гарсія (PER)         | 7:21.04 |
| 5     | Мохаммед Аль-Хафаджі (IRQ)      | 7:25.04 |
| 6     | Вісент Джексон (VEN)            | 7:28.36 |

#### Заїзд 3
| Місце | Спортсмен                      | Час     |
| ----- | ------------------------------ | ------- |
| 1     | Ганнес Обрено (BEL)            | 7:09.06 |
| 2     | Натан Венгжицький-Шимчик (POL) | 7:12.43 |
| 3     | Браян Россо (ARG)              | 7:22.69 |
| 4     | Шахбоз Холмурзаєв (UZB)        | 7:25.03 |
| 5     | Аль-Хуссейн Гамбур (LBA)       | 7:43.85 |

#### Заїзд 4
| Місце | Спортсмен                   | Час     |
| ----- | --------------------------- | ------- |
| 1     | Алан Кемпбелл (GBR)         | 7:08.31 |
| 2     | Станіслав Щербаченя (BLR)   | 7:11.49 |
| 3     | Мемо (INA)                  | 7:14.17 |
| 4     | Кім Тон Йон (KOR)           | 7:20.85 |
| 5     | Пітер Перселл Джілпін (ZIM) | 7:25.39 |

#### Заїзд 5
| Місце | Спортсмен                 | Час     |
| ----- | ------------------------- | ------- |
| 1     | Ондржей Синек (CZE)       | 7:21.90 |
| 2     | Ріс Грант (AUS)           | 7:28.83 |
| 3     | Артуро Ріварола (PAR)     | 7:29.23 |
| 4     | Сід Алі Будіна (ALG)      | 7:45.90 |
| 5     | Браян Сола Самбрано (ECU) | 7:48.77 |

#### Заїзд 6
| Місце | Спортсмен                   | Час     |
| ----- | --------------------------- | ------- |
| 1     | Нільс Якоб Гофф (NOR)       | 7:17.47 |
| 2     | Дамір Мартін (CRO)          | 7:23.08 |
| 3     | Абдельхалек Ель-Банна (EGY) | 7:34.05 |
| 4     | Мохамед Тайєб (TUN)         | 7:37.95 |
| 5     | Владислав Яковлєв (KAZ)     | 7:38.65 |

### Відбірковий етап
З кожного відбіркового заїзду у чвертьфінал проходило по два спортсмени. Решта веслярів потрапляли до півфіналів E/F, де розігрували місця з 25-го по 33-е.

#### Заїзд 1
| Місце | Спортсмен                | Час      |
| ----- | ------------------------ | -------- |
| 1     | Сід Алі Будіна (ALG)     | 7:20.84  |
| 2     | Рензо Леон Гарсія (PER)  | 7:25.55  |
| 3     | Луїджі Тейлемб (VAN)     | 7:34.12  |
| 4     | Аль-Хуссейн Гамбур (LBA) | 7:45.09  |
| 5     | Владислав Яковлєв (KAZ)  | 12:04.17 |

#### Заїзд 2
| Місце | Спортсмен                  | Час     |
| ----- | -------------------------- | ------- |
| 1     | Кім Тон Йон (KOR)          | 7:12.96 |
| 2     | Мохаммед Аль-Хафаджі (IRQ) | 7:14.38 |
| 3     | Джаруват Саєнсук (THA)     | 7:16.39 |
| 4     | Браян Сола Самбрано (ECU)  | 7:28.30 |

#### Заїзд 3
| Місце | Спортсмен                   | Час     |
| ----- | --------------------------- | ------- |
| 1     | Армандас Кельмеліс (LTU)    | 7:13.36 |
| 2     | Шахбоз Холмурзаєв (UZB)     | 7:14.58 |
| 3     | Пітер Перселл Джілпін (ZIM) | 7:17.19 |
| 4     | Мохамед Тайєб (TUN)         | 7:27.18 |
| 5     | Вісент Джексон (VEN)        | 7:28.67 |

### Чвертьфінали
З кожного чвертьфінального заїзду три перших спортсмена проходили в півфінал A/B, а троє що програли в півфінал C/D.

#### Заїзд 1
| Місце | Спортсмен               | Час     |
| ----- | ----------------------- | ------- |
| 1     | Анхель Фурньє (CUB)     | 6:51.89 |
| 2     | Ріс Грант (AUS)         | 6:55.14 |
| 3     | Нільс Якоб Гофф (NOR)   | 6:57.94 |
| 4     | Мемо (INA)              | 6:59.76 |
| 5     | Кім Тон Йон (KOR)       | 7:05.69 |
| 6     | Шахбоз Холмурзаєв (UZB) | 7:09.99 |

#### Заїзд 2
| Місце | Спортсмен                 | Час     |
| ----- | ------------------------- | ------- |
| 1     | Мае Дрісдейл (NZL)        | 6:46.51 |
| 2     | Ондржей Синек (CZE)       | 6:50.51 |
| 3     | Станіслав Щербаченя (BLR) | 6:55.19 |
| 4     | Браян Россо (ARG)         | 7:03.23 |
| 5     | Армандас Кельмеліс (LTU)  | 7:04.67 |
| 6     | Рензо Леон Гарсія (PER)   | 7:30.91 |

#### Заїзд 3
| Місце | Спортсмен                       | Час     |
| ----- | ------------------------------- | ------- |
| 1     | Ганнес Обрено (BEL)             | 6:48.90 |
| 2     | Хуан Карлос Кабрера (MEX)       | 6:50.04 |
| 3     | Абдельхалек Ель-Банна (EGY)     | 6:50.82 |
| 4     | Бендегуз Петерварі-Молнар (HUN) | 6:52.80 |
| 5     | Сід Алі Будіна (ALG)            | 7:13.59 |
| 6     | Артуро Ріварола (PAR)           | 7:17.12 |

#### Заїзд 4
| Місце | Спортсмен                      | Час     |
| ----- | ------------------------------ | ------- |
| 1     | Дамір Мартін (CRO)             | 6:44.44 |
| 2     | Алан Кемпбелл (GBR)            | 6:49.41 |
| 3     | Натан Венгжицький-Шимчик (POL) | 6:53.52 |
| 4     | Датту Бабан Бгоканал (IND)     | 6:59.89 |
| 5     | Хонатан Есківель (URU)         | 7:40.27 |
| 6     | Мохаммед Аль-Хафаджі (IRQ)     | 8:29.76 |

### Півфінали

#### Півфінали E/F
Перші три спортсмени з кожного заїзду проходять у фінал E, інші потрапляють у фінал F.

##### Заїзд 1
| Місце | Спортсмен               | Час      |
| ----- | ----------------------- | -------- |
| 1     | Джаруват Саєнсук (THA)  | 7:54,38  |
| 2     | Мохамед Тайєб (TUN)     | 8:02,05  |
| 3     | Луїджі Тейлемб (VAN)    | 8:19,15  |
| 4     | Владислав Яковлєв (KAZ) | 11:45,22 |

##### Заїзд 2
| Місце | Спортсмен                   | Час     |
| ----- | --------------------------- | ------- |
| 1     | Пітер Перселл Джілпін (ZIM) | 7:45,20 |
| 2     | Вісент Джексон (VEN)        | 7:50,56 |
| 3     | Браян Сола Самбрано (ECU)   | 7:52,86 |
| 4     | Аль-Хуссейн Гамбур (LBA)    | 8:13,17 |

### Півфінали C/D
Перші три спортсмени з кожного заїзду проходять у фінал C, інші потрапляють у фінал D.

#### Заїзд 1
| Місце | Спортсмен               | Час     |
| ----- | ----------------------- | ------- |
| 1     | Хонатан Есківель (URU)  | 7:22.98 |
| 2     | Браян Россо (ARG)       | 7:24.65 |
| 3     | Мемо (INA)              | 7:25.60 |
| 4     | Шахбоз Холмурзаєв (UZB) | 7:26.04 |
| 5     | Сід Алі Будіна (ALG)    | 7:37.19 |
| 6     | Артуро Ріварола (PAR)   | 7:41.43 |

#### Заїзд 2
| Місце | Спортсмен                       | Час     |
| ----- | ------------------------------- | ------- |
| 1     | Бендегуз Петерварі-Молнар (HUN) | 7:18.88 |
| 2     | Датту Бабан Бгоканал (IND)      | 7:19.02 |
| 3     | Кім Тон Йон (KOR)               | 7:20.10 |
| 4     | Армандас Кельмеліс (LTU)        | 7:20.72 |
| 5     | Рензо Леон Гарсія (PER)         | 7:37.34 |
| 6     | Мохаммед Аль-Хафаджі (IRQ)      | 7:48.31 |

### Півфінали A/B
Перші три спортсмени з кожного заїзду проходять у фінал A, інші потрапляють у фінал B.

#### Заїзд 1
| Місце | Спортсмен                   | Час     |
| ----- | --------------------------- | ------- |
| 1     | Ондржей Синек (CZE)         | 6:58.56 |
| 2     | Дамір Мартін (CRO)          | 6:59.43 |
| 3     | Анхель Фурньє (CUB)         | 7:02.65 |
| 4     | Хуан Карлос Кабрера (MEX)   | 7:03.68 |
| 5     | Абдельхалек Ель-Банна (EGY) | 7:13.55 |
| 6     | Нільс Якоб Гофф (NOR)       | 7:39.12 |

#### Заїзд 2
| Місце | Спортсмен                      | Час     |
| ----- | ------------------------------ | ------- |
| 1     | Мае Дрісдейл (NZL)             | 7:03.70 |
| 2     | Станіслав Щербаченя (BLR)      | 7:06.69 |
| 3     | Ганнес Обрено (BEL)            | 7:06.76 |
| 4     | Алан Кемпбелл (GBR)            | 7:09.54 |
| 5     | Ріс Грант (AUS)                | 7:14.68 |
| 6     | Натан Венгжицький-Шимчик (POL) | 7:15.61 |

### Фінали

#### Фінал F
| Місце | Спортсмен                | Час     |
| ----- | ------------------------ | ------- |
| 1     | Владислав Яковлєв (KAZ)  | 7:21.61 |
| 2     | Аль-Хуссейн Гамбур (LBA) | 7:41.77 |

#### Фінал E
| Місце | Спортсмен                   | Час     |
| ----- | --------------------------- | ------- |
| 1     | Пітер Перселл Джілпін (ZIM) | 7:43.98 |
| 2     | Джаруват Саєнсук (THA)      | 7:49.86 |
| 3     | Мохамед Тайєб (TUN)         | 7:53.36 |
| 4     | Браян Сола Самбрано (ECU)   | 7:53.54 |
| 5     | Вісент Джексон (VEN)        | 7:57.83 |
| 6     | Луїджі Тейлемб (VAN)        | 8:24.67 |

#### Фінал D
| Місце | Спортсмен                  | Час     |
| ----- | -------------------------- | ------- |
| 1     | Армандас Кельмеліс (LTU)   | 7:00.72 |
| 2     | Рензо Леон Гарсія (PER)    | 7:02.28 |
| 3     | Мохаммед Аль-Хафаджі (IRQ) | 7:03.73 |
| 4     | Шахбоз Холмурзаєв (UZB)    | 7:04.78 |
| 5     | Сід Алі Будіна (ALG)       | 7:06.64 |
| 6     | Артуро Ріварола (PAR)      | 7:18.34 |

#### Фінал C
| Місце | Спортсмен                        | Час     |
| ----- | -------------------------------- | ------- |
| 1     | Датту Бабан Бгоканал (IND)       | 6:54.96 |
| 2     | Бендегуз Петерварі-Мольнар (HUN) | 6:57.75 |
| 3     | Браян Россо (ARG)                | 6:58.58 |
| 4     | Мемо (INA)                       | 6:59.44 |
| 5     | Кім Тон Йон (KOR)                | 6:59.72 |
| 6     | Хонатан Есківель (URU)           | 7:13.65 |

#### Фінал B
| Місце | Спортсмен                      | Час     |
| ----- | ------------------------------ | ------- |
| 1     | Натан Венгжицький-Шимчик (POL) | 6:47.95 |
| 2     | Хуан Карлос Кабрера (MEX)      | 6:50.02 |
| 3     | Ріс Грант (AUS)                | 6:51.90 |
| 4     | Абдельхалек Ель-Банна (EGY)    | 6:54.94 |
| 5     | Нільс Якоб Гофф (NOR)          | 7:02.66 |
| 6     | Алан Кемпбелл (GBR)            | DNS     |

#### Фінал A
| Місце | Спортсмен                 | Час     |
| ----- | ------------------------- | ------- |
| 1     | Мае Дрісдейл (NZL)        | 6:41.34 |
| 2     | Дамір Мартін (CRO)        | 6:41.34 |
| 3     | Ондржей Синек (CZE)       | 6:44.10 |
| 4     | Ганнес Обрено (BEL)       | 6:47.42 |
| 5     | Станіслав Щербаченя (BLR) | 6:48.78 |
| 6     | Анхель Фурньє (CUB)       | 6:55.90 |